# Hwanghae

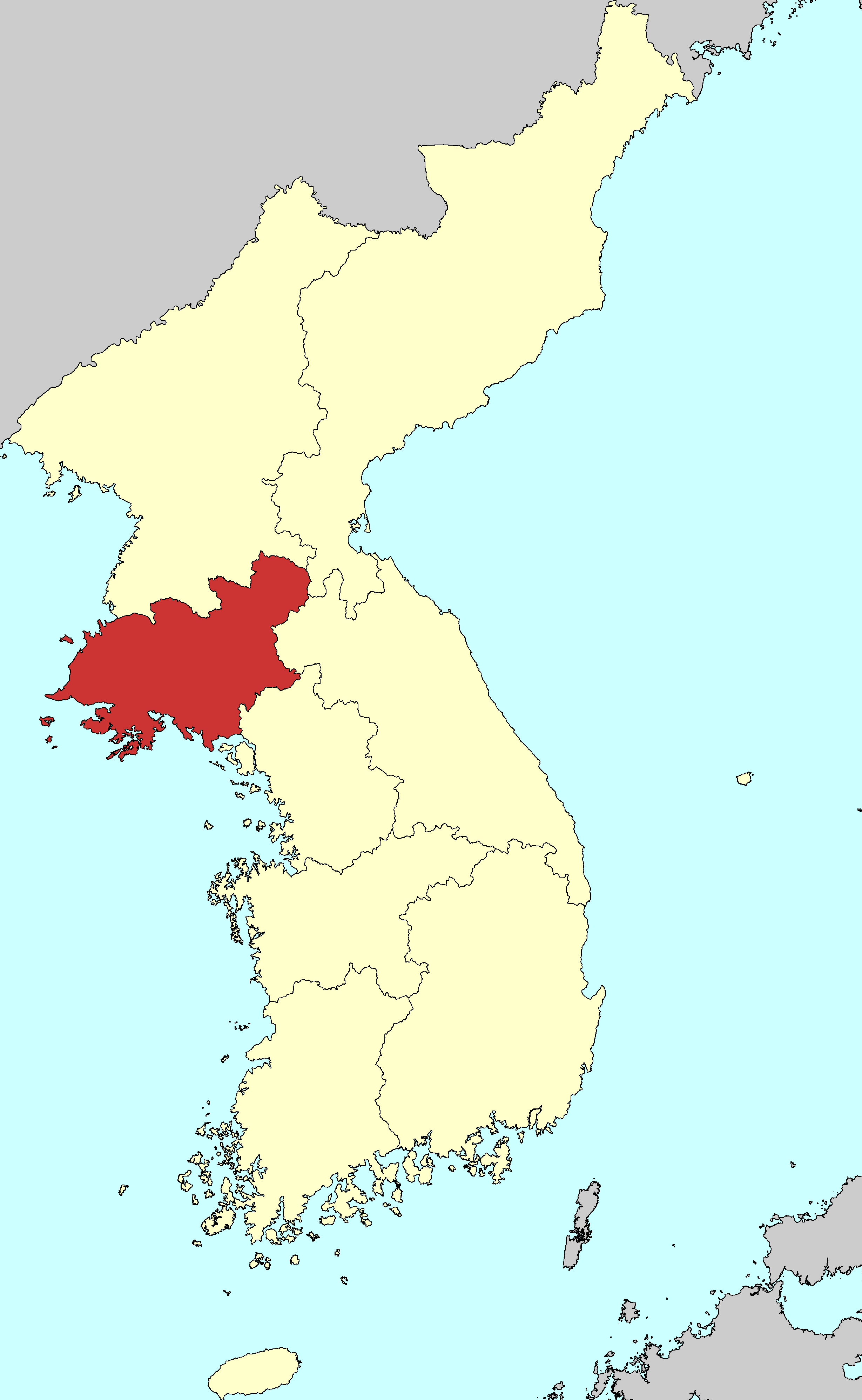
Cartes des 8 provinces de Corée.

Le Hwanghae ou Hongliay est une région nord-coréenne, située au sud-ouest de la république populaire démocratique de Corée. 

## Histoire
Faisant partie des huit provinces de Corée historiques, lors de la partition de la Corée le long du 38e parallèle, une petite partie fut rattachée à la Corée du Sud et la partie nord est divisée depuis 1954 en deux provinces, le Hwanghae du Nord et le Hwanghae du Sud, dont les chefs-lieux respectifs sont Sariwon et Haeju.